# Compagnie aéronautique Manshū

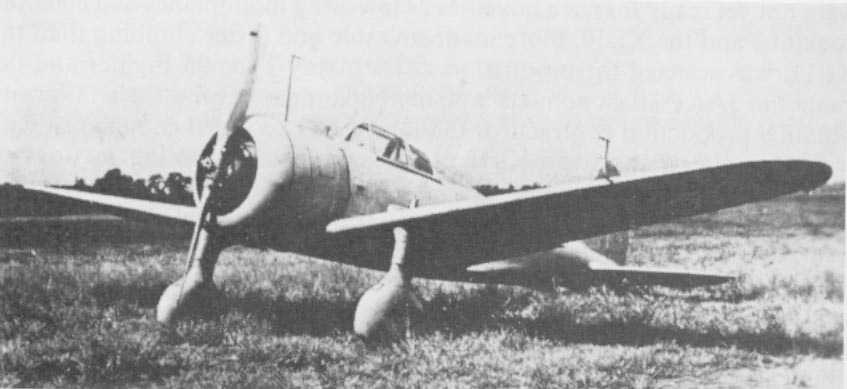
Un Nakajima Ki-27, le type d'avions le plus produit par la Manshū.

La compagnie aéronautique Manshū (満州国飛行機製造株式会社, Manshū Koku Hikōki Seizō Kabushiki Kaisha) est une manufacture d'avions et de composants aéronautiques active au Mandchoukouo durant les années 1930 et 1940.

## Histoire
La compagnie aéronautique Manshū est fondée fin 1938 sous la supervision du gouvernement japonais en tant que filiale à la compagnie aéronautique Nakajima (Nakajima Hikoki K.K.) mais a produit des avions avant sa constitution officielle dont le Manshū MT-1 Hayabusa dont le premier vol a lieu en avril 1937. Son site principal se situe alors à Harbin au Mandchoukouo.
De 1941 à 1945, la Manshū produit un total de 2 196 fuselages (au huitième rang parmi les constructeurs japonais de fuselages), dont 798 à usage militaire. La compagnie produit aussi 2 168 avions (sixième rang). De plus, la Manshū fournit des services de réparation à l'armée de l'air du Mandchoukouo et aux unités du Service aérien de l'Armée impériale japonaise stationnées au Mandchoukouo.
L'armée soviétique démantèle les installations de la compagnie en 1945 à la fin de la Seconde Guerre mondiale et les transfère en Union soviétique en gage de réparations de guerre. L'actuelle Corporation de production aéronautique de Harbin, l'un des plus importants producteurs d'avions de la république populaire de Chine, rédéveloppe ensuite le site.

## Appareils produits
- Chasseur Kawasaki Ki-10
- Bombardier léger Kawasaki Ki-32
- Bombardier léger Yokosuka D4Y Suisei
- Chasseur bimoteur Kawasaki Ki-45 Toryu
- Chasseur Kawasaki Ki-61 Hien
- Bombardier léger Kawasaki Type 88
- Avion de reconnaissance Mitsubishi Ki-15
- Bombardier léger Mitsubishi Ki-30
- Avion de reconnaissance Mitsubishi Ki-46
- Bombardier léger Nakajima Ki-27 Nate (1379 unités)
- Transport Nakajima Ki-34
- Chasseur Nakajima Ki-43 Hayabusa
- Chasseur Nakajima Ki-44 Shoki
- Chasseur Nakajima Ki-84 Hayate (94 unités)
- Chasseur Nakajima Ki-116 (en), aussi appelé Manshū Ki-116
- Chasseur Nakajima Type 91
- Avion d'entrainement Tachikawa Ki-9 (en)
- Avion d'entrainement Tachikawa Ki-54
- Avion d'entrainement Tachikawa Ki-55 (en)

## Appareils conçus
- Avion de ligne Manshū Hayabusa I, II, et III (30 unités)
- Avion d'entrainement Manshū Ki-79
- Bombardier en pique Manshū Ki-71 (prototype)
- Intercepteur Manshū Ki-98 (en) (projet)

Parmi les appareils conçus par la Manshū, seul l'avion d’entraînement Ki-79 sera produit en masse.